# آگاراکاوان
آگاراکاوان (به ارمنی: Ագարակավան) یک روستا در ارمنستان است که در استان آراگاتسوتن واقع شده‌است. آگاراکاوان در ۳۲ کیلومتری شمالغربی، آشتاراک، مرکز استان آراگاتسوتن واقع شده‌است.

## تاریخچه
آگاراکاوان در سال ۱۹۲۰ توسط اهالی نجات‌یافته از نسل‌کشی ارمنی‌ها ساکن شهر وان بنیانگذاری شده‌است؛ و تا سال ۲۰۰۶ آگاراک نامیده می‌شد.

## خصوصیات
آگاراکاوان ۱٬۳۸۸ نفر جمعیت دارد و در ارتفاع ۱۴۵۰ متر (۴٬۷۶۰ پا) بالاتر از سطح دریا قرار گرفته‌است.